# Мендоса, Дайана
Дайа́на Сабрина Мендо́са Монкада (исп. Dayana Sabrina Mendoza Moncada; род. 1986) — модель, победительница конкурсов красоты, получившая титулы «Мисс Венесуэла 2007» и «Мисс Вселенная 2008». Владеет испанским, английским и итальянским языками.
Родилась 1 июня 1986 года в Каракасе.
В 2001 году Дайана Мендоса подписала контракт с Elite Model Management и стала финалистом Elite Model Look International 2001 в Ницце. В течение шести лет она работала моделью в Нью-Йорке, Барселоне, Мадриде, Майами, Афинах, Милане, Париже, Мюнхене и Лондоне. Также она работала с такими компаниями, как Max Mara и Costume National.
В 2007 году получила титул «Мисс Венесуэла», а в 2008 году — «Мисс Вселенная».

## Личная жизнь
Даяна вышла замуж за бизнесмена Майкла Пагано 6 декабря 2013 года. Свадьба была отпразднована в Альтос-де-Чавон в Доминиканской Республике. Празднование длилось три дня. Бывшая Мисс Вселенная была одета в наряд, разработанный венесуэльским модельером Анхелем Санчесом. 
Впоследствии, 7 июня 2015 года, Мендоза объявила в своем аккаунте в Instagram, что беременна и ждет дочь. 
5 октября 2015 года она родила Еву Мендосу Пагано в Нью-Йорке.
В сентябре 2016 года Мендоса и Пагано развелись, и Мендоса заявил в интервью, что расставание было проведено в хороших отношениях. 
В августе 2020 года она крестилась как евангельская христианка. 
30 января 2025 года она объявила в Instagram о своей помолвке с колумбийским пастором Карлосом Урибе. Они поженились в марте того же года. 
В настоящее время живёт в Нью-Йорке.